# 馬克斯·特拉普
赫爾曼·埃米爾·阿爾弗雷德·馬克斯·特拉普（德語：Hermann Emil Alfred Max Trapp；1887年11月1日—1971年5月31日），德國作曲家，教師。特拉普是柏林自三〇年代以來的重要文化人物。在納粹治下，仍致力於音樂活動。

## 生平
出生於柏林，就讀柏林音樂院，師從尤昂和多赫南伊。完成學業後，特拉普先是成為一名自雇者，以演奏鋼琴維生。1920年，他獲得母校的講師職位，1926年升任教授。他的門生包括約瑟夫·塔爾、諸井三郎、君特·拉斐爾等人。
1926年至1930年間，任教於多特蒙德。1932年加入纳粹党。1940年獲得國家作曲獎。

## 作品節選
特拉普的創作受到理查德·施特劳斯與马克斯·雷格影響，類型囊括管弦樂、室內樂、鋼琴、人聲等大小編制。
- 七首交響曲
- D大調鋼琴協奏曲，作品26
- 嬉遊曲，作品27